# Poźrzadło Dwór (stacja kolejowa)
Poźrzadło Dwór – nieczynna stacja stargardzkiej kolei wąskotorowej w Poźrzadle Dworze, w województwie zachodniopomorskim, w Polsce. Poźrzadło Dwór była końcową stacją dla linii wąskotorowej linii kolejowej z Kóz Pomorskich. Stacja została zlikwidowana w 1945 roku.